# Albert Ramos Viñolas
Albert Ramos Viñolas (Barcelona, 17 januari 1988) is een Spaans tennisser. Hij heeft nog geen grandslamtoernooien gewonnen, evenmin in een finale gestaan. Wel heeft hij drie ATP-titels in het enkelspel. In het dubbelspel stond hij een keer in de finale. Hij heeft zeven challengers in het enkelspel op zijn naam staan.

## Jaarverslagen

### 2004
Op een leeftijd van 16 jaar heeft hij een record van 1-2 op de Spaanse Futures toernooien.

### 2005
Dit jaar was zijn record op de Spaanse Futures toernooien 4-7.

### 2006
Een record van 4-7 in de Spaanse Futures, bereikte zijn eerste finale in Santa Cruz de Tenerife (verloor van Adrian Mannarino).

### 2007
Dit jaar een record van 17-17 in de Spaanse Futures met één halve finale en vier kwartfinales.

### 2008
Bereikte de kwartfinale of hoger in twaalf Futures, inclusief één titel en één finale.

### 2009
Bereikte zijn eerste Challenger finale als een gekwalificeerde speler in Sevilla (verloor van Pere Riba). Ook bereikte hij nog één finale in Palermo en twee halve finales. Heeft dit jaar 3 Futures toernooien gewonnen.

### 2010
Maakte zijn ATP-debuut als een gekwalificeerde speler in Barcelona en bereikte daar de derde ronde (versloeg Michael Russell en Fernando González, maar verloor van Ernests Gulbis). Hij won twee challengers, in San Sebastian (versloeg Benoît Paire) en in Sevilla (versloeg Pere Riba).

### 2011
Hij eindigde dit jaar voor het eerst in de top 100, met succesvolle resultaten op gravel (verloor in de kwartfinale van Oleksandr Dolgopolov in Umag en verloor ook nog in de kwartfinale van Boekarest van Florian Mayer, Oleksandr Dolgopolov en Florian Mayer werden allebei de winnaar van die toernooien). Heeft zich ook zes keer kunnen kwalificeren voor een hoofdtabel. Zijn overwinning over de hoogst geplaatste speler is de overwinning op Marin Čilić in de eerste in de ATP toernooi van Shanghai (deze bereikte hij door zich te kwalificeren). Gekwalificeerd voor zijn eerste Grand Slam toernooi (Roland Garros), daar versloeg hij in de eerste ronde Javier Martí, maar verloor in de tweede ronde van Robin Söderling. In challengertoernooien bereikte hij een record van 25-8 met twee titels (in Milaan en San Sebastian) en een finale (in Turijn, verloor van Carlos Berlocq). Hij bereikte een record van 11-10 op gravel en 2-6 op hardcourt. Zijn prijzengeld dit jaar was US$ 280.181.

## Palmares
| Legenda                       | Legenda               |
| ----------------------------- | --------------------- |
| Grand Slam                    |                       |
| Olympische Spelen             |                       |
| tot 2009                      | vanaf 2009            |
| Tennis Masters Cup            | ATP Finals            |
| ATP Masters Series            | ATP Tour Masters 1000 |
| ATP International Series Gold | ATP Tour 500          |
| ATP International Series      | ATP Tour 250          |

### Enkelspel
| Nr.                  | Datum            | Toernooi        | Ondergrond | Tegenstander in finale  | Score               |         |
| -------------------- | ---------------- | --------------- | ---------- | ----------------------- | ------------------- | ------- |
| gewonnen finales     |                  |                 |            |                         |                     |         |
| 1.                   | 17 juli 2016     | ATP Båstad      | Gravel     | Fernando Verdasco       | 6-3, 6-4            | details |
| 2.                   | 28 juli 2019     | ATP Gstaad      | Gravel     | Cedrik-Marcel Stebe     | 6-3, 6-2            | details |
| 3.                   | 2 mei 2021       | ATP Estoril     | Gravel     | Cameron Norrie          | 4-6, 6-3, 7-6(3)    | details |
| 4.                   | 6 februari 2022  | ATP Córdoba     | Gravel     | Alejandro Tabilo        | 4–6, 6–3, 6–4       | details |
| verloren finales     |                  |                 |            |                         |                     |         |
| 1.                   | 15 april 2012    | ATP Casablanca  | Gravel     | Pablo Andújar           | 1-6, 6-7(5)         | details |
| 2.                   | 2 oktober 2016   | ATP Chengdu     | Hardcourt  | Karen Chatsjanov        | 7-6(4), 6-7(3), 3-6 | details |
| 3.                   | 28 februari 2017 | ATP São Paulo   | Gravel     | Pablo Cuevas            | 7-6(3), 4-6, 4-6    | details |
| 4.                   | 23 april 2017    | ATP Monte Carlo | Gravel     | Rafael Nadal            | 1-6, 3-6            | details |
| 5.                   | 11 februari 2018 | ATP Quito       | Gravel     | Roberto Carballés Baena | 3-6, 6-4, 4-6       | details |
| 6.                   | 3 augustus 2019  | ATP Kitzbühel   | Gravel     | Dominic Thiem           | 6-7(0), 1-6         | details |
| 7.                   | 28 februari 2021 | ATP Córdoba     | Gravel     | Juan Manuel Cerúndolo   | 0-6, 6-2, 2-6       | details |
| 8.                   | 23 juli 2023     | ATP Gstaad      | Gravel     | Pedro Cachin            | 6-3, 0-6, 7-5       | details |
| Gewonnen challengers |                  |                 |            |                         |                     |         |
| 1.                   | 16 augustus 2010 | San Sebastian   | Gravel     | Benoît Paire            | 6-4, 6-2            |         |
| 2.                   | 6 september 2010 | Sevilla         | Gravel     | Pere Riba               | 6-3, 3-6, 7-5       |         |
| 3.                   | 13 juni 2011     | Milaan          | Gravel     | Evgeny Korolev          | 6-3, 4-0, opgave    |         |
| 4.                   | 15 augustus 2011 | San Sebastian   | Gravel     | Pere Riba               | 6-1, 6-2            |         |
| 5.                   | 16 juni 2014     | Milaan          | Gravel     | Pere Riba               | 6-3, 7-5            |         |
| 6.                   | 2 september 2014 | Genua           | Gravel     | Mate Delić              | 6-1, 7-5            |         |
| 7.                   | 19 juli 2015     | San Benedetto   | Gravel     | Alessandro Giannessi    | 6-2, 6-4            |         |

### Palmares dubbelspel
| Nr.                          | Datum       | Toernooi   | Ondergrond | Partner        | Tegenstanders in finale       | Score            | Details |
| ---------------------------- | ----------- | ---------- | ---------- | -------------- | ----------------------------- | ---------------- | ------- |
| verloren finales herendubbel |             |            |            |                |                               |                  |         |
| 1.                           | 8 juli 2013 | ATP Båstad | Gravel     | Carlos Berlocq | Nicholas Monroe Simon Stadler | 2-6, 6-3, [3-10] | details |

### Landencompetities
| Nr.              | Datum            | Toernooi | Ondergrond | Partner(s)                                                                           | Tegenstanders in finale                                           | Score               | Details |
| ---------------- | ---------------- | -------- | ---------- | ------------------------------------------------------------------------------------ | ----------------------------------------------------------------- | ------------------- | ------- |
| verloren finales |                  |          |            |                                                                                      |                                                                   |                     |         |
| 1.               | 1-9 januari 2022 | ATP Cup  | Hardcourt  | Roberto Bautista Agut Pablo Carreño Busta Alejandro Davidovich Fokina Pedro Martínez | Félix Auger-Aliassime Denis Shapovalov Brayden Schnur Steven Diez | 0-2 (2 wedstrijden) | Details |

## Resultaten grote toernooien
| Legenda | Legenda                          |
| ------- | -------------------------------- |
| g.t.    | geen toernooi gehouden           |
| l.c.    | lagere categorie                 |
| –       | niet deelgenomen                 |
| G       | uitgeschakeld in de groepsfase   |
| 1R      | uitgeschakeld in de eerste ronde |
| 2R      | uitgeschakeld in de tweede ronde |
| 3R      | uitgeschakeld in de derde ronde  |
| 4R      | uitgeschakeld in de vierde ronde |
| KF      | uitgeschakeld in de kwartfinale  |
| HF      | uitgeschakeld in de halve finale |
| F       | de finale verloren               |
| W       | het toernooi gewonnen            |
| w-v     | winst/verlies-balans             |

### Enkelspel
| toernooi             | 2011 | 2012 | 2013 | 2014 | 2015 | 2016 | 2017 | 2018 | 2019 | 2020 | 2021 | 2022 | 2023 | 2024 |
| -------------------- | ---- | ---- | ---- | ---- | ---- | ---- | ---- | ---- | ---- | ---- | ---- | ---- | ---- | ---- |
| grandslamtoernooien  |      |      |      |      |      |      |      |      |      |      |      |      |      |      |
| Australian Open      | –    | 1R   | 1R   | 1R   | 1R   | 2R   | 1R   | 3R   | 1R   | 1R   | 1R   | 1R   | 1R   |      |
| Roland Garros        | 2R   | 1R   | 1R   | 1R   | 1R   | KF   | 4R   | 3R   | 1R   | 2R   | 1R   | 2R   | 1R   |      |
| Wimbledon            | –    | 1R   | 1R   | –    | 2R   | 3R   | 3R   | 1R   | 1R   | g.t. | 1R   | 1R   | 1R   |      |
| US Open              | 1R   | 2R   | 1R   | 1R   | 1R   | 2R   | 2R   | 1R   | 1R   | 1R   | 2R   | 2R   | 1R   |      |
| ATP Masters 1000     |      |      |      |      |      |      |      |      |      |      |      |      |      |      |
| Indian Wells         | –    | 3R   | 2R   | –    | 3R   | 3R   | 3R   | 2R   | 3R   | g.t. | 3R   | –    | 1R   |      |
| Miami                | –    | 3R   | 4R   | –    | 2R   | 2R   | 2R   | –    | 3R   | g.t. | –    | 2R   | 1R   |      |
| Monte Carlo          | –    | 1R   | 2R   | 2R   | 2R   | 1R   | F    | 2R   | –    | g.t. | 1R   | 3R   | 1R   |      |
| Madrid               | –    | 1R   | –    | 2R   | 2R   | 2R   | 1R   | 2R   | 1R   | g.t. | 2R   | 1R   | 2R   |      |
| Rome                 | –    | 1R   | 2R   | –    | –    | 2R   | 1R   | 3R   | 2R   | 1R   | –    | 1R   | 2R   |      |
| Montreal/Toronto     | –    | –    | –    | –    | –    | –    | 1R   | 1R   | –    | g.t. | 1R   | 3R   | –    |      |
| Cincinnati           | –    | 1R   | –    | –    | –    | 1R   | 3R   | 1R   | –    | –    | 2R   | 1R   | –    |      |
| Shanghai             | 2R   | 1R   | –    | –    | 3R   | 1R   | KF   | 1R   | 2R   | g.t. | g.t. | g.t. | –    |      |
| Parijs               | –    | 2R   | –    | –    | –    | 2R   | 2R   | –    | –    | 1R   | 1R   | 1R   | –    |      |
| olympisch            |      |      |      |      |      |      |      |      |      |      |      |      |      |      |
| Olympische Spelen    | g.t. | –    | g.t. | g.t. | g.t. | 1R   | g.t. | g.t. | g.t. | g.t. | –    | g.t. | g.t. |      |
| statistieken         |      |      |      |      |      |      |      |      |      |      |      |      |      |      |
| totaal aantal titels | 0    | 0    | 0    | 0    | 0    | 1    | 0    | 0    | 1    | 0    | 1    | 1    | 0    | 0    |
| eindejaarsranking    | 66   | 51   | 82   | 63   | 54   | 27   | 23   | 65   | 41   | 46   | 45   | 39   | 89   |      |

### Dubbelspel
| toernooi             | 2011 | 2012 | 2013 | 2014 | 2015 | 2016 | 2017 | 2018 | 2019 | 2020 | 2021 | 2022 | 2023 | 2024 |
| -------------------- | ---- | ---- | ---- | ---- | ---- | ---- | ---- | ---- | ---- | ---- | ---- | ---- | ---- | ---- |
| grandslamtoernooien  |      |      |      |      |      |      |      |      |      |      |      |      |      |      |
| Australian Open      | –    | 1R   | 1R   | 1R   | 1R   | 1R   | 1R   | 3R   | 1R   | 1R   | 1R   | 1R   | 1R   |      |
| Roland Garros        | –    | 1R   | 1R   | –    | 1R   | 1R   | 1R   | 1R   | –    | 1R   | 1R   | 1R   | 1R   |      |
| Wimbledon            | –    | 1R   | 1R   | –    | 1R   | 1R   | 1R   | 1R   | –    | g.t. | 1R   | 1R   | –    |      |
| US Open              | 1R   | 1R   | 2R   | –    | 1R   | 1R   | 1R   | 1R   | 2R   | –    | 1R   | 1R   | –    |      |
| ATP Masters 1000     |      |      |      |      |      |      |      |      |      |      |      |      |      |      |
| Indian Wells         | –    | 1R   | –    | –    | –    | –    | 1R   | 1R   | –    | g.t. | –    | –    | –    |      |
| Miami                | –    | –    | –    | –    | –    | –    | 1R   | –    | –    | g.t. | –    | 1R   | –    |      |
| Monte Carlo          | –    | –    | –    | –    | –    | –    | 1R   | –    | –    | g.t. | –    | –    | –    |      |
| Madrid               | –    | 1R   | –    | –    | –    | –    | 2R   | –    | –    | g.t. | –    | –    | –    |      |
| Rome                 | –    | –    | –    | –    | –    | –    | 2R   | –    | –    | –    | –    | –    | –    |      |
| Montreal/Toronto     | –    | –    | –    | –    | –    | –    | 1R   | –    | –    | g.t. | –    | –    | –    |      |
| Cincinnati           | –    | –    | –    | –    | –    | –    | 1R   | 1R   | –    | –    | –    | –    | –    |      |
| Shanghai             | –    | –    | –    | –    | –    | 1R   | 1R   | –    | 1R   | g.t. | g.t. | g.t. | –    |      |
| Parijs               | –    | –    | –    | –    | –    | 1R   | 1R   | –    | –    | –    | –    | 1R   | –    |      |
| olympisch            |      |      |      |      |      |      |      |      |      |      |      |      |      |      |
| Olympische Spelen    | g.t. | –    | g.t. | g.t. | g.t. | –    | g.t. | g.t. | g.t. | g.t. | –    | g.t. | g.t. |      |
| statistieken         |      |      |      |      |      |      |      |      |      |      |      |      |      |      |
| totaal aantal titels | 0    | 0    | 0    | 0    | 0    | 0    | 0    | 0    | 0    | 0    | 0    | 0    | 0    | 0    |
| eindejaarsranking    | 544  | 354  | 207  | —    | 605  | 583  | 149  | 277  | 291  | 503  | —    | 330  | 567  |      |